# Ornithoptera aesacus
Ornithoptera aesacus (Ney, 1903) è un lepidottero diurno appartenente alla famiglia Papilionidae, endemico dell'isola di Obi, nelle Molucche.